# Shivpuri
Shivpuri è una suddivisione dell'India, classificata come municipality, di 146.859 abitanti, capoluogo del distretto di Shivpuri, nello stato federato del Madhya Pradesh. In base al numero di abitanti la città rientra nella classe I (da 100.000 persone in su).

## Geografia fisica
La città è situata a 25° 25' 60 N e 77° 39' 0 E e ha un'altitudine di 467 m s.l.m.

## Società

### Evoluzione demografica
Al censimento del 2001 la popolazione di Shivpuri assommava a 146.859 persone, delle quali 78.395 maschi e 68.464 femmine. I bambini di età inferiore o uguale ai sei anni assommavano a 21.395, dei quali 11.249 maschi e 10.146 femmine. Infine, coloro che erano in grado di saper almeno leggere e scrivere erano 96.971, dei quali 58.267 maschi e 38.704 femmine.